# Säsong 3 av RuPauls dragrace All Stars
Säsong 3 av RuPauls dragrace: All Stars började sändas den 25 januari 2018. Säsongen offentliggjordes i augusti 2017, och 9 av de 10 tävlingsdeltagarna avslöjades i en specialsändning på VH1, kallad "Exclusive Queen Ruveal," som sändes den 20 oktober 2017. Denna säsongen bestod av 10 All Stars-tävlande, utvalda från TV-seriens första säsong fram till dess nionde säsong. Deltagarna i All Stars tävlar om att få en plats i "Drag Race Hall of Fame".
Liksom i föregående All Stars-säsong, så duellerar de två bästa dragqueensen från veckans utmaning i en mimduell ("Lip Sync for Your Legacy"), varpå vinnaren av duellen tjänar 10 000 USD och sedan måste välja vilken av de drugor som placerade sig sist i veckans utmaning som ska lämna tävlingen. En ny tvist på tävlingens slutskede var att de fyra finalisterna ställdes inför en omröstning före vinnaren skulle koras, där de röstberättigade var de tidigare utslagna dragdrottningarna. De röstade då fram de två som skulle ta sig till final. Som pris för den som vann tävlingen gavs en årsförbrukning av kosmetika från märket Anastasia Beverly Hills och en prissumma på 100 000 USD.
Vinnaren av tredje säsongen RuPauls dragrace: All Stars blev Trixie Mattel, med Kennedy Davenport på en andraplats.